# Супій (притока Дніпра)
Супі́й — річка в Україні, на Придніпровській низовині. Ліва притока Дніпра. Впадає до Кременчуцького водосховища.

## Назва
Походження назви остаточно не встановлено. ЇЇ виводять від слов'янського преф. *So-pojь > українська неозначена форма дієслова спити (сьпити) «стікати».
За іншою версією, назва річки походить від давнього слова суп, супій, - тобто "яструб".

## Загальний опис
Довжина 130 км, сточище — 2000 км², переважаюча ширина долини 1,3—3 км, річища 2—8 м (у пониззі — до 20 м).
Бере початок з болота біля села Свидовець у Ніжинському районі Чернігівської області і тече Придніпровською низовиною. Долина широка (до 2—2,6 км), з пологими схилами. Заплава часто заболочена, пересічна її ширина 0,5—1 км. Річище майже на всьому протязі каналізоване. Похил річки 0,35 м/км. Живлення мішане, основне — снігове. Замерзає наприкінці листопада, скресає у 2-й половині березня. Є водосховище (озеро Супій). Використовується для водопостачання.

## Притоки
- Малий Супій, Сага, Супієць (праві);
- Іржавець, Фараон, Бутовщина, Ковраєць (ліві).

На Супої стоїть місто Яготин, водосховище — Супійська осушувальна система.

## Природно-заповідний фонд
У верхній течії знаходяться гідрологічні заказники Болото «Супій» та Свидовецький.
У середній течії розташована природоохоронна територія — Усівський заказник, а також регіональний ландшафтний парк «Яготинський імені гетьмана Кирила Розумовського».
Заплава річки знаходиться у межах об'єкту Смарагдової мережі «Заплава Супою» UA0000237.

## Сучасний стан
Сучасний стан водосховища в районі міста Яготин незадовільний і є на межі екологічної катастрофи. 
Якщо за радянських часів озера та протоки регулярно чистили від надлишків мулу та поглиблювали, то пізніше жодних робіт не проводилось. Через брак коштів у місцевому бюджеті та в міністерстві екології України озера Великий та Малий Супій постійно з року в рік здавали в оренду. Приватні орендарі варварськими методами (методом повного скидання води через шлюзи задля зручності вилову) знищували природні джерела в озері, що призвело до замулювання джерел, падіння рівня води, масової загибелі риби, раків та мальків. Ці зміни викликали катастрофічне падіння ґрунтових вод у криницях по всьому Яготинському та Згурівському районах. 
Додаткова причина пересихання озер Великий та Малий Супій — перекриття притоку води вище, в так званому Черкасівському ставку, приватними орендарями. 
Також на загальний рівень води та його катастрофічне падіння впливають чинники безконтрольного вирубування дерев та зміни клімату.